# Abdullah Al-Enezi
Abdullah Al-Enezi (Gedda, 20 settembre 1993) è un ex calciatore saudita, di ruolo portiere.

## Carriera

### Club
Ha sempre giocato nel campionato saudita.

### Nazionale
Ha esordito in Nazionale nel 2014.